# Jelena Iwanowa (skoczkini do wody)
Jelena Iwanowa (ros. Елена Иванова; ur. 6 października 1973) – kazachska skoczkini do wody, olimpijka.
Uczestniczka igrzysk olimpijskich w Atlancie. Startowała w skokach z trampoliny trzymetrowej, w których zajęła 18. miejsce w stawce 30 zawodniczek.